# اسپرس کم‌گل
اسپرس کم‌گل (نام علمی: Onobrychis depauperata) نام یک گونه از سرده اسپرس است.